# The Routers
The Routers war eine US-amerikanische Pop- und Surf-Band.

## Geschichte
Der Musiker Mike Gordon gründete 1962 mit einigen Freunden die Gruppe The Routers. In den frühen 1960er Jahren gab es einige „kurzlebige“ Tänze, wie z. B. The Pony. Sie beschlossen ein Lied passend zu diesem Tanz aufzunehmen. Heraus kam das Lied Let’s go, mit dem sie im Jahr 1962 einen Erfolg in den US-Charts hatten und Platz 19 erreichten.

## Diskografie (Auswahl)

### Alben
- 1963: Let's Go! With The Routers
- 1963: The Routers Play 1963's Great Instrumental Hits
- 1965: The Routers Play The Chuck Berry Song Book
- 1973: Superbird

### Singles
- 1962: Let's Go (Pony); Mashy
- 1963: Make It Snappy; Half Time
- 1963: Sting Ray; Snap Happy
- 1964: Crack Up; Let's Dance
- 1964: Stamp And Shake; Ah-Ya